# 武田百合子
武田 百合子（たけだ ゆりこ、1925年9月25日 - 1993年5月27日）は、日本の随筆家。
小説家武田泰淳の妻で、泰淳の死後に、泰淳と過ごした富士山荘での日記『富士日記』を出版し、処女作にして高い評価を受ける。その後、寡作ながら、結晶度の高い随筆を発表して多くの熱狂的なファンを得る。娘は写真家の武田花。
各界に親交が多く、埴谷雄高、深沢七郎、村松友視、大岡昇平、色川武大、吉行淳之介、辻邦生、いいだもも、女優加藤治子などと親しかった。

## 略歴
神奈川県横浜市生まれ。1943年（昭和18年）、横浜第二高等女学校（現・神奈川県立横浜立野高等学校）を卒業する。在学中に同級生たちと同人誌『かひがら』に参加し、詩や文章を投稿する。当時の文章は、既に後の「武田百合子」の片鱗を感じさせる、独特の感性のものだった。また、室生犀星が選者の新聞の詩歌欄に投稿して、入選する。兄の同級生に後の劇作家八木柊一郎がいて、この頃に親しい関係となる（八木が1946年に執筆した短編小説「放心の手帖」にも、百合子をモデルとしたキャラクターが登場している）。卒業後は図書館に勤務する。1944年に父、精次が死去する。1945年5月、横浜大空襲により自宅は全焼した。
戦後は長兄・新太郎のもとに同居した。鈴木家は「不在地主」であったため、1947年の農地改革で没落する。百合子は行商や海音寺潮五郎の秘書などを転々とする。この頃、同人誌「世代の会」に参加した。会員には、遠藤麟一郎、矢牧一宏、小川徹、吉行淳之介、中村真一郎、八木柊一郎、中村稔、いいだももらがいた。彼らとの親交は晩年まで続き、小川徹の本の刊行に協力するなどしている。
出版関係の仕事をしたいと、出版社・昭森社に就職するが、社長森谷均が経営していた喫茶店兼酒場「ランボオ」の女給にされる。ランボオ（アルチュール・ランボーに由来）は作家たちが数多く集まる場であった。ここで百合子は武田泰淳と出会う。1948年に同棲。妊娠、堕胎を繰り返し、4回目の堕胎の際は気絶した。これ以上繰り返せば命が危ないといわれたため、泰淳も結婚を決意し、1951年10月31日に長女・花子（のちの武田花）を出産、同11月に出生届と共に結婚。1953年、泰淳の実家長泉院に転居し、義母と同居する。卒塔婆書きなどを手伝う。
1956年、自動車運転免許を取得する。ただし、泰淳にだまって教習所で出かけていたので、泰淳は「浮気でもしているのか」と心配したという。なお、この頃から「かひがら」が復刊されたため、百合子も書簡体の文章を発表した。1960年、港区赤坂に転居する。自動車を購入し、泰淳の送り迎えを務める。1964年8月、山梨県富士桜高原の山荘「武田山荘」が完成する。この家を購入する際も泰淳と相談せず、百合子一人で決めた。以後、週の半分をここで過ごす。1969年、6月10日から7月4日まで泰淳、竹内好と共にソビエト連邦諸国と北欧を旅行する。この旅の日記が後年『犬が星見た-ロシア旅行』として出版される。この旅行の同乗者・銭高老人は錢高組の会長である。1971年11月27日、泰淳が脳血栓で入院。右手に障害が残ったため、これより原稿清書や口述筆記を務め、『めまいのする散歩』『上海の蛍』などを刊行させる。1976年10月5日、泰淳が胃癌および肝臓がんで死去。1977年、『富士日記』を出版した。『富士日記』は雑誌『海』の「武田泰淳追悼号」で発表された作品で、泰淳の通夜の日に塙嘉彦編集長が頼むと快諾し、寄稿された。この作品は山荘完成から泰淳の死までの日記を清書しなおしたもので、日常の出来事から泰淳とのやり取りにいたるまでストレートに書かれている。日常を淡々と描きながら、独特の視点と文体を持つ作品であり、大きな反響を呼び、田村俊子賞を受賞する。
1979年、『犬が星見た-ロシア旅行』を出版する。同書のタイトルは、近所の犬がビクターの犬のように座り星を見上げていたのを見て、名付けたとしている。だが、村松友視の『百合子さんは何色』によると、ゴールデン街の酒場のトイレで、建付けが悪い扉を片手で押さえながら用を足す際に、扉のすきまから星が見えたことをヒントにしたという。1984年、『ことばの食卓』を刊行。1986年、弟、修の元を訪ねにドイツを訪問する。1987年、『遊覧日記』刊行（写真家になっていた、武田花の写真を掲載）。1992年、雑誌『マリ・クレール』に掲載していた『日々雑記』を刊行する。この日記の中では自分の死期を悟りつつある姿が書かれている。
1993年5月7日に北里大学病院に入院し、同27日に肝硬変で死去。享年67。戒名は純香院慧誉俊照恭容大姉。なお、百合子が遺した日記、原稿、メモ、手帖などは「私の死後、焼却して欲しい」との遺言に従い、娘の花により処分されている。墓所は長泉院のほか、知恩院にも分骨されている。翌1994年秋から『武田百合子全作品』全7巻が刊行された。

## 評価
『富士日記』が刊行された時点では、「泰淳の口述筆記をしたことが文章修行となったのでは？」という評価が多かったが、武田夫婦と長年の交際があった埴谷雄高はそれを否定。さらに埴谷は、百合子のことを「全的肯定者」と呼び、元来ニヒリストだった泰淳に、百合子の方が大きな影響を与えたと述べた。
泰淳と百合子の編集者であり、後に作家になった村松友視は、百合子の死の翌年に回想記『百合子さんは何色』を出版し、百合子との思い出や百合子自身のことを追究し「百合子さんは詩人の魂で散文を書いていた」と評した。作品は女性に人気があり、マガジンハウスの女性誌『クウネル』創刊号にて、武田花による母との思い出が執筆されると、さらに多くのファン層を増やした。2004年2月に『KAWADE夢ムック 文藝別冊 武田百合子』が出版され、多くの文筆家が寄稿し、このムックではサブタイトルに「天衣無縫の文章家」と付けている。

## 作品
- 『富士日記 不二小大居百花庵日記』 中央公論社（上下）、1977年。田村俊子賞受賞
  - 『富士日記』 中公文庫（上中下）、1981年、改版1997年、新編版2019年（各巻に巻末エッセイ）
- 『犬が星見た ロシア旅行』 中央公論社、1979年／中公文庫、1982年、改版2018年（解説阿部公彦）。読売文学賞受賞[2]
- 『ことばの食卓』 作品社、1984年／ちくま文庫、1991年。野中ユリ・画
- 『遊覧日記』 作品社、1987年／ちくま文庫、1993年。武田花・写真
- 『日日雑記』 中央公論社、1992年／中公文庫、1997年（解説巖谷國士）、改版2023年7月（武田花・新版エッセイ）。野中ユリ・画
- 『武田百合子全作品』 中央公論社（全7巻）、1994 - 1995年[3]
1・2・3 富士日記、4 犬が星見た、5 ことばの食卓、6 遊覧日記、7 日日雑記
- 『精選女性随筆集5 武田百合子』 川上弘美選、文藝春秋、2012年6月／文春文庫、2024年1月
- 『あの頃　単行本未収録エッセイ集』 武田花編、中央公論新社、2017年3月
  - 新編『絵葉書のように』 武田花編、中公文庫、2023年3月

## 「鈴弁事件」および「未来の淫女」について
- 百合子の祖父は、大正期の米騒動時代に「鈴弁事件」という事件で殺害された「悪名高い」人物だった。外米の輸入業者だった祖父は、農商務省の役人に金品を与えて情報を得ていたが、金銭トラブルで彼に殺害された。だが、殺害犯が「米価をつりあげた悪人を、義憤にかられて殺した」と裁判で証言したため、祖父は「悪人」として有名になってしまった。そのため、鈴木家では「鈴弁事件」はタブーとなっており、また百合子も「鈴弁の孫」と呼ばれるのを嫌っていた。
- ただし、百合子の父・精次は祖父の娘と結婚して婿養子になり、妻が死去したため、百合子の母・あさと再婚した。そのため、百合子と祖父には血縁関係はない。
- 百合子が武田泰淳と交際中に、「自分は鈴弁の孫だ」と伝えたところ、泰淳はそれに非常に興味を抱き、百合子をモデルとした短編「未来の淫女」「続未来の淫女」を1949年に発表した。ちなみにこの作品の中では、百合子（にあたる人物）は祖父と血縁関係があるように書かれている。この小説は、「鈴弁事件」をタブーとしていた鈴木家の中で大問題となり、百合子は泰淳にその旨を伝えた。また、まだ学生だった百合子の弟・修も泰淳に会い、「あなたには人民の苦労はわからない」と抗議した。そのため、この作品は泰淳の全集などには収録されず、幻の作品となっている。
- 単行本『未来の淫女』は古書値も高く、入手困難な本となっている。ただし、旧版河出文庫の『異形の者』に続編とともに収録されており、この本の入手は比較的容易である。
- 他の武田泰淳作品「もの食う女」（1948年）「メサの使徒」（1950年）などにも、百合子をモデルとした女性が登場する。